# 18830 Pothier
18830 Pothier este un asteroid din centura principală de asteroizi.

## Descriere
18830 Pothier este un asteroid din centura principală de asteroizi. A fost descoperit pe 14 iulie 1999 la Socorro, New Mexico, în cadrul proiectului LINEAR. Asteroidul prezintă o orbită caracterizată de o semiaxă mare de 2,25 ua, o excentricitate de 0,12 și o înclinație de 2,8° în raport cu ecliptica.